# Consejería de Agricultura, Pesca y Desarrollo Rural
En las pasadas legislaturas, esta consejería se llamaba Consejería de Agricultura y Pesca hasta que en la IX Legislatura, Miguel Alonso Sánchez unificó esta con la Consejería de Medio Ambiente hasta que este dimitió y fue nombrada Susana Díaz Pacheco, quién volvió a separar estas dos consejerías.

## Quién nombra este cargo y quién lo ocupa actualmente
Este cargo es elegido por la Presidenta de la Junta de Andalucía. La actual consejera de Agricultura, Pesca y Desarrollo Rural es Elena Víboras Jiménez. 

## Funciones
La Consejería de Agricultura, Pesca y Desarrollo Rural de la Junta de Andalucía se encarga de las competencias de agricultura, ganadería, agroalimentación, desarrollo rural y pesca, acuicultura e investigación agropecuaria.

## Entes adscritos a la consejería
- Instituto Andaluz de Reforma Agraria (IARA) (extinto, actualmente integrado en AGAPA)
- Instituto Andaluz de Investigación y Formación Agraria, Pesquera, Alimentaria y de la Producción Ecológica (I.F.A.P.A)
- Agencia de Gestión Agraria y Pesquera de Andalucía (AGAPA)

## Lista de consejeros de Agricultura y Pesca
- Francisco de la Torre Prados(1978-1979)
- Pedro Valdecantos (1979-1980)
- José González Delgado (1980-1982)
- Miguel Manaute Humanes (1984-1990)
- Leocadio Marín Rodríguez (1990-1993)
- Luis Planas Puchades (1993-1994)
- Paulino Plata Cánovas (1994-2004)
- Isaías Pérez Saldaña (2004-2008)
- Martín Soler Márquez (2008-2009)
- Clara Aguilera García (2009-2012)
- Luis Planas Puchades (2012-2013)
- Elena Víboras Jiménez (2013- )

- Datos: Q16552041